# Zadný potok (přítok Turně)
Zadný potok je potok v západní části regionu Turňa, na území okresu Rožňava. Je to levostranný přítok Turně, měří 2,1 km a je tokem VI. řádu.
Pramení ve Slovenském krasu v podcelku Silická planina, vytéká z vyvěračky Zadný prameň na východním svahu Fabiánky (632,6 m n. m.) v nadmořské výšce přibližně 515 m n. m. Nejprve teče jihojihovýchodním směrem, pak přechodně směrem na jih a obtéká Malou Melu (608,0 m n. m.) na pravém břehu. Následně se stáčí na jihozápad, podtéká silnici III. třídy Silica - Silická Jablonica, znovu teče severojižním směrem a zprava přibírá přítok z jihozápadního svahu Malé Mely. Nakonec se obloukem stáčí na jihovýchod a na katastrálním území obce Silica, východojihovýchodně od ní, ústí v nadmořské výšce cca 307 m n. m. do Turně. Je to první přítok Turně.